# Samoa Nord-americana
La Samoa Nord-americana (en anglès American Samoa i en samoà Amerika Samoa) és un territori no incorporat dels Estats Units. Junt amb l'estat de Samoa comparteix l'arxipèlag de les illes Samoa a la Polinèsia.
També s'anomena Samoa Americana, però està situada a 7.700 km de la costa americana. En realitat el nom fa referència al gentilici dels Estats Units, per contraposició a la Samoa Alemanya després del repartiment entre les potències colonials.

## Història
Habitada pels polinesis des de l'any 1000 aC, va ser descoberta pels exploradors europeus al segle xviii. El 1722 el neerlandès Jakob Roggeveen va descobrir l'apartat atol Rose.
El francès Louis Antoine de Bougainville, el 1768, va explorar les illes més grans, entre elles Tutuila, anomenant l'arxipèlag illes dels Navegants després de trobar nombroses canoes grans.
L'any 1787 va arribar el francès La Pérouse a Tutuila. Després de ser rebut amablement va ser atacat per sorpresa matant part de la tripulació i el seu segon capità a la badia que encara avui es diu Massacre.
John Williams, de la Societat Missionera de Londres, va arribar el 1830, introduint el Cristianisme i canviant la societat tradicional.
Les rivalitats internacionals entre les potències colonitzadores van acabar amb un tractat el 1899 en el qual Alemanya i els Estats Units es van dividir l'arxipèlag de Samoa. Els nord-americans van ocupar les illes orientals, amb el notable port de Pago Pago. Les illes occidentals són avui l'Estat de Samoa.
Després de la Primera Guerra Mundial, durant l'època del moviment Mau a Samoa Occidental (aleshores un mandat de la Societat de Nacions governat per Nova Zelanda), hi va haver un moviment Mau de Samoa Americana corresponent dirigit per Samuelu Ripley, un veterà de la Primera Guerra Mundial que era de Tutuila. Després de reunions a la part continental dels Estats Units, se li va impedir desembarcar del vaixell que el va portar a casa a Samoa Americana i no se li va permetre tornar perquè el moviment Mau de Samoa Americana va ser suprimit per la Marina dels EUA. El 1930 el Congrés dels Estats Units va enviar un comitè per investigar l'estatus de Samoa Americana, dirigit per nord-americans que van participar en l'enderrocament del Regne de Hawaii.
Durant la Segona Guerra Mundial els nord-americans van utilitzar el port de Pago Pago com a base de la marina del Pacífic. El gran nombre de personal desplaçat va comportar una forta influència cultural.

## Geografia

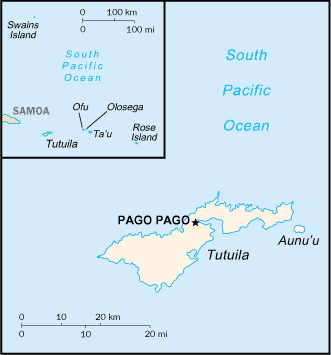
Mapa de Samoa Americana

Samoa Americana, situada dins de la regió geogràfica d’Oceania, és una de les dues úniques possessions dels Estats Units a l'hemisferi sud, l'altra és l'illa Jarvis. La seva superfície total és de 197,1 km² —gairebé el doble que la superfície de la ciutat de Barcelona— que consta de cinc illes volcàniques escarpades i dos atols de corall.

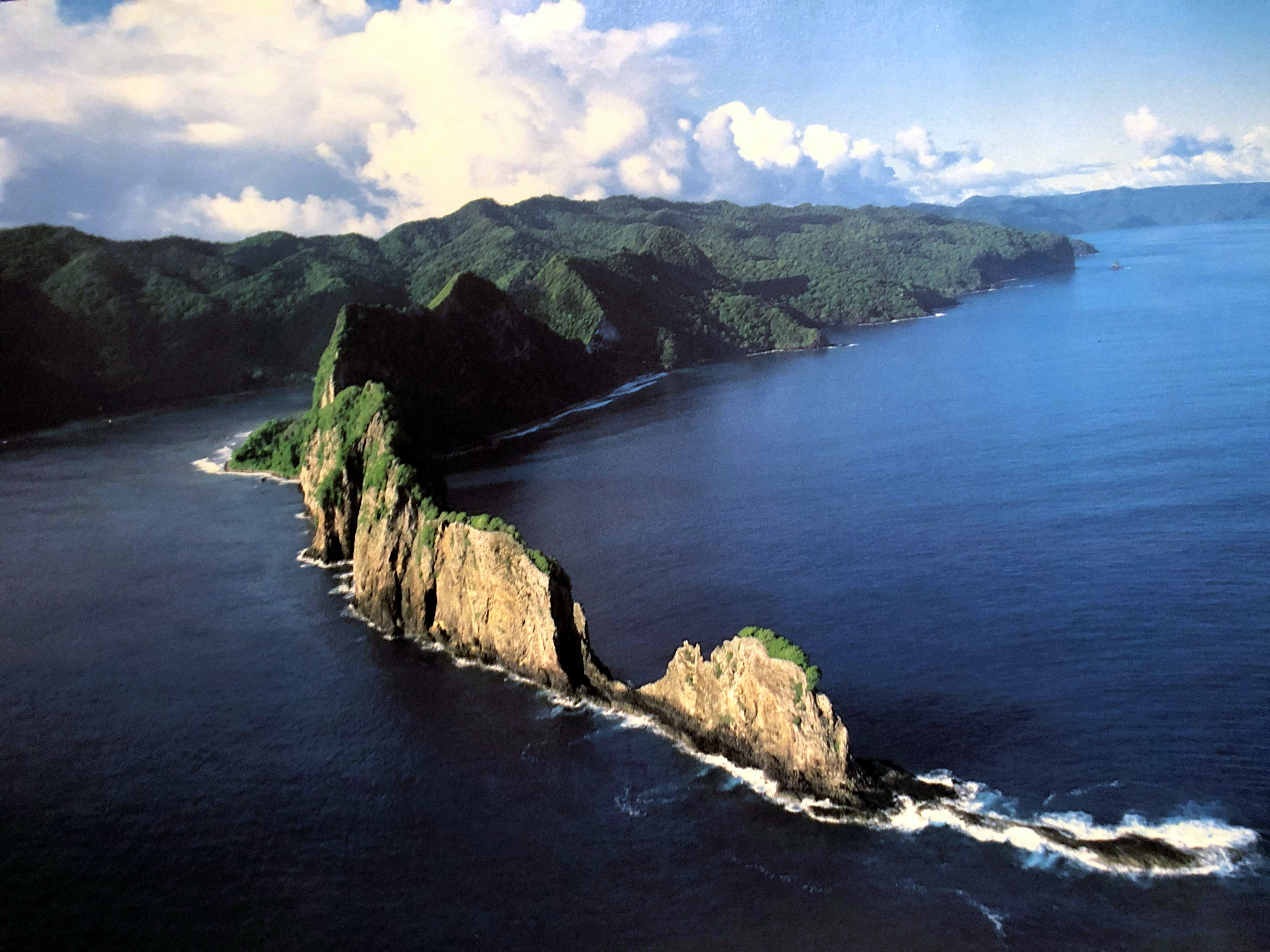
Es veu Cockscomb Point a l'illa de Pola sobresurt a l'oceà.

Les cinc illes volcàniques són Tutuila, Aunu'u, Ofu, Olosega i Ta'ū. Els atols de corall són Swains i l'Atol de Rose. De les set illes, l'atol de Rose és l'única deshabitada; és un Monument Nacional. Samoa Americana és l'extrem més meridional dels Estats Units a catorze graus per sota de l'equador.

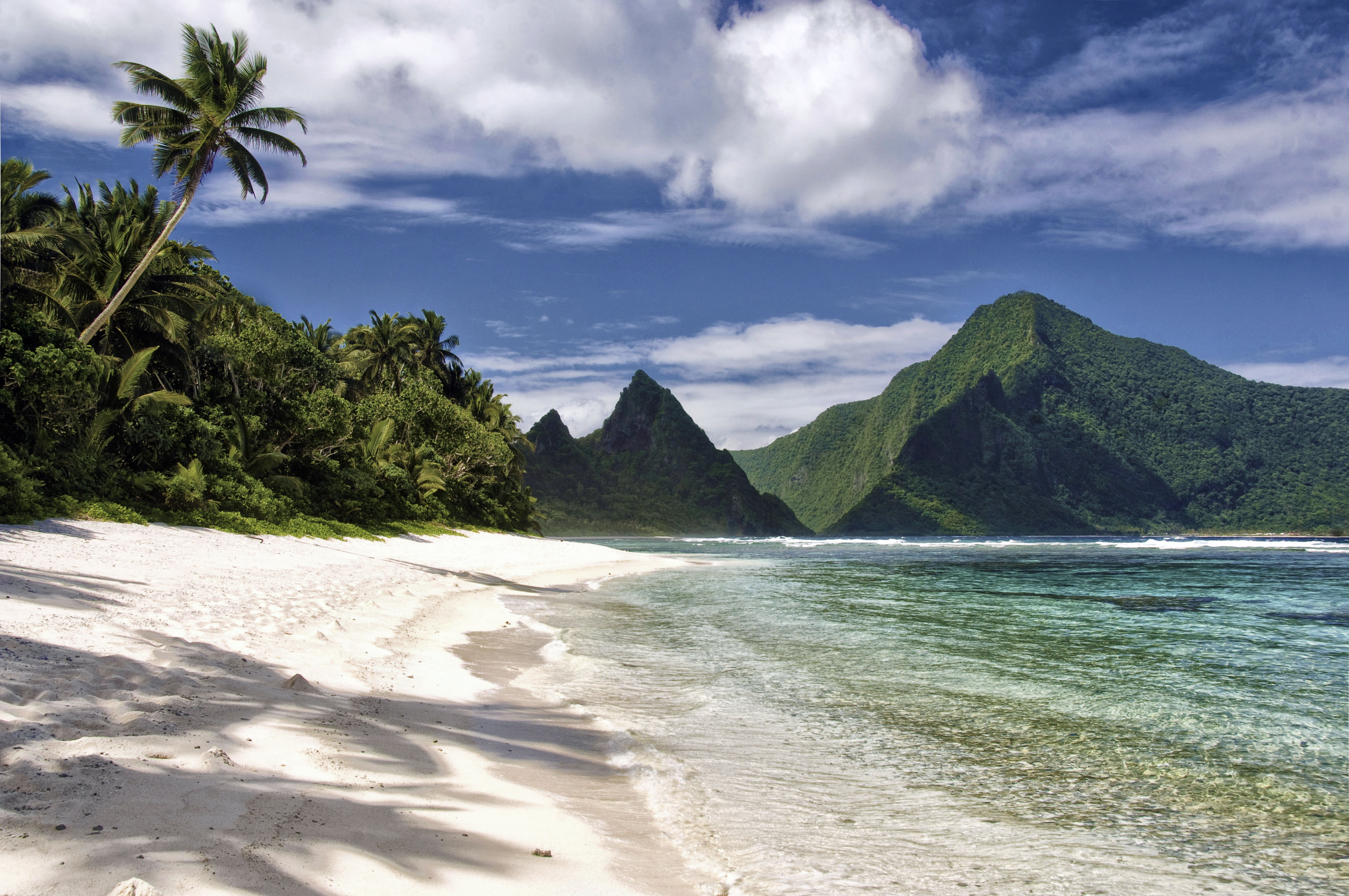
Vista de la platja d'Ofu de Samoa Americana a l'illa d'Ofu a les illes Manuʻa

A causa del seu posicionament a l'oceà Pacífic Sud, és freqüentment colpejat per ciclons tropicals entre novembre i abril. L'atol de Rose és el punt més oriental del territori. L'atol de Rose de Samoa Americana és el punt més al sud dels Estats Units. Samoa Americana és la seu del Parc Nacional de la Samoa Americana.
Les muntanyes més altes són: Muntanya Lata (Ta'ū), 970 m; Pic Matafao, 653 m; Piumafua (Olosega), 639 m; i Tumutumu (Ofu), 494 m. La muntanya Pioa, anomenada la Rainmaker, té 524 m. Samoa Americana també acull alguns dels penya-segats més alts del món amb 910 m.

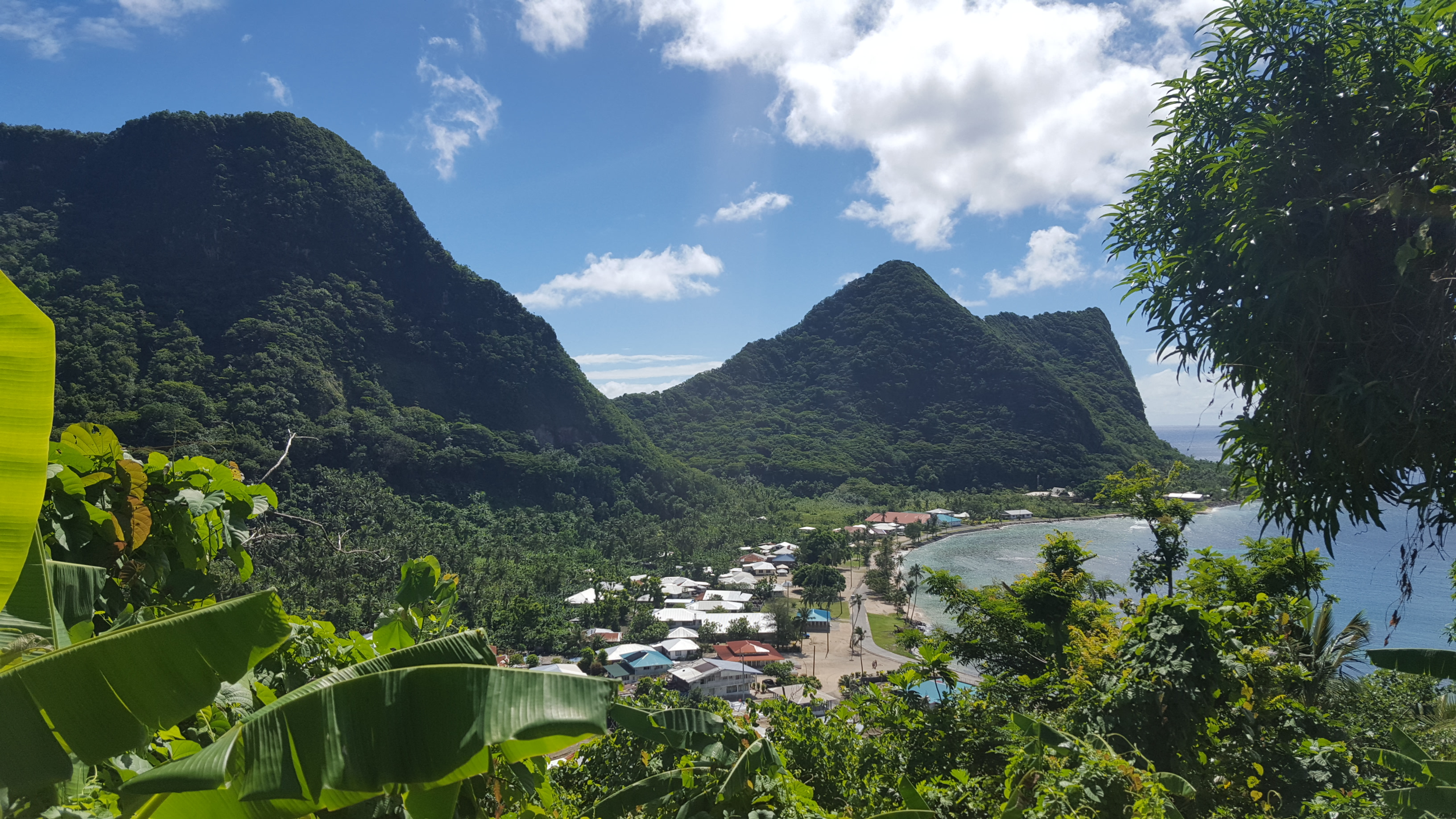
Costa de Samoa Americana (a Vatia)

La muntanya submarina Vailulu'u, un volcà submergit actiu, es troba a 45 km a l'est de Ta'ū a Samoa Americana. Va ser descobert el 1975 i des de llavors ha estat estudiat per un equip internacional de científics, contribuint a la comprensió dels processos fonamentals de la Terra. Creix dins del cràter volcànic de Vailulu'u, un con volcànic submarí actiu, que rep el nom de la deessa de la Guerra de Samoa, Nafanua.
Samoa Americana es troba dins de dues ecorregions terrestres: els boscos tropicals humits de Samoa i els boscos tropicals humits de la Polinèsia occidental.

## Clima

Diagrama climàtic de Pago Pago

Samoa Americana té un clima tropical durant tot l'any amb dues estacions diferents, l'estació humida i l'estació seca. L'estació humida sol ser entre desembre i març i l'estació seca és d'abril a setembre amb la temperatura mitjana diària al voltant dels 27–28 °C tot l'any.
El clima és càlid, tropical i humit, amb una mitjana d'uns 26,7 °C, amb una variació d'uns 8 °C durant l'any. L'hivern de l'hemisferi sud, de juny a setembre, és l'època més fresca de l'any. Els mesos d'estiu de desembre a març porten temperatures més càlides, mentre que els mesos d'abril a novembre es consideren l'estació seca. Durant tot l'any, però, les pluges segueixen els núvols bufats pels vents alisis que s'aixequen de l'est gairebé diàriament. Les muntanyes de la zona de Pago Pago, que s'aixequen protectorament sobre el port de Pago Pago, capturen aquests núvols, amb una mitjana de 5.100 mm de pluja a l'any.

## Economia

Una representació proporcional de les exportacions de Samoa Americana, 2019

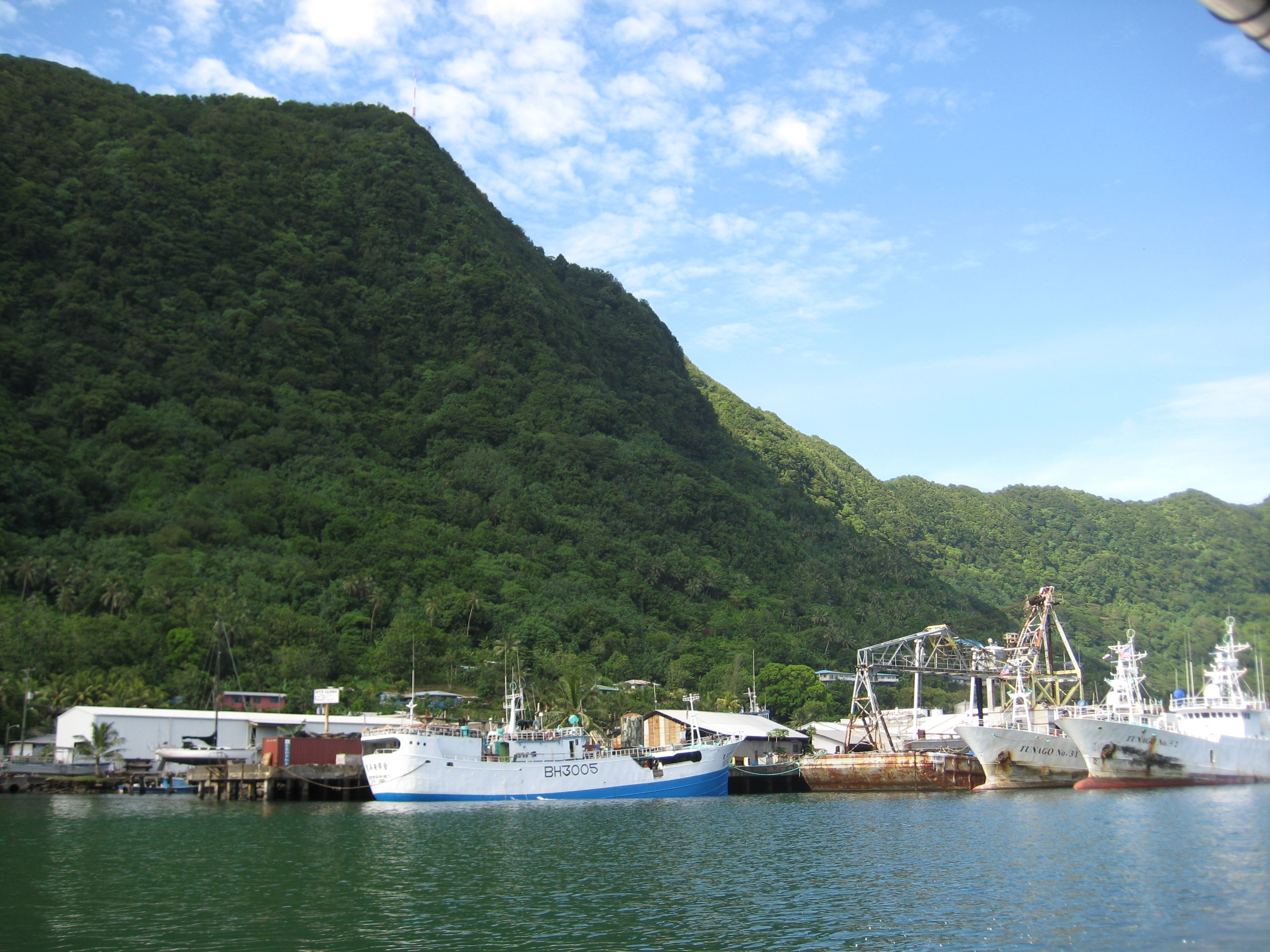
Tonyiners al port de Pago Pago

La salut econòmica de Samoa Americana reflecteix les tendències d'altres territoris poblats dels Estats Units, que al seu torn depenen de les apropiacions federals. Els dòlars federals entren a l'economia a través de crèdits del Congrés, subvencions categòriques, pagaments a la Seguretat Social i pagaments als samoans retirats de l'exèrcit. La conserva de tonyina és la columna vertebral de l'economia de Samoa Americana. L'ocupació de les conserves i les empreses auxiliars locals proporcionen ingressos addicionals per al govern territorial. A mitjans de la dècada del 1960, els esforços van començar per desenvolupar una indústria turística a Samoa Americana. Els esforços es van endarrerir a causa de problemes amb un servei aeri inconsistent, allotjament d'alta qualitat insuficient i la manca de treballadors ben formats en les indústries de l'hostaleria i el turisme. L'agricultura i la pesca encara proporcionen subsistència a les famílies locals.

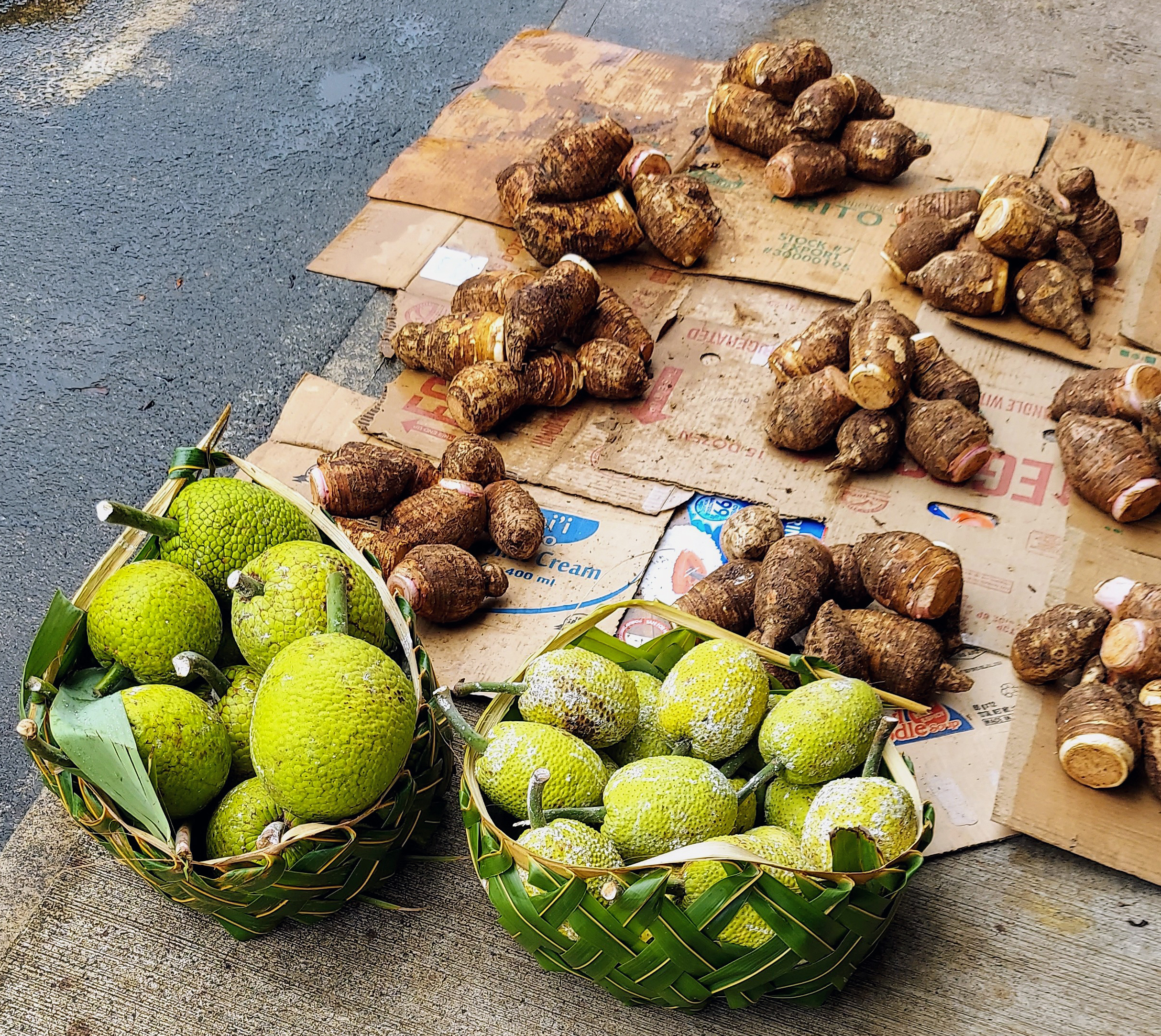
Fruit del pa i taro de Pago Pago

L'ocupació a l'illa es divideix en tres categories relativament iguals d'aproximadament 5.000 treballadors cadascuna: el sector públic, l'única empresa de conserves de tonyina restant i la resta del sector privat.
Només hi ha uns quants empleats federals a Samoa Americana i uns quants militars en servei actiu, excepte els membres de la Guàrdia Costanera dels EUA, els reclutadors militars i algun personal de suport a temps complet a la unitat de reserva de l'exèrcit de Pele que manté la instal·lació i proporciona quadres, formació i suport logístic. El Centre de Reserva de l'Exèrcit dels Estats Units de Pele es troba a Tafuna, i una estació de reclutament de l'Exèrcit dels Estats Units i el Cos de Marines dels Estats Units es troba a Nu'ouli.
Hi ha sis unitats de la Reserva de l'Exèrcit a Pelé.

### Illes
Les illes, d'oest a est, són:
- Tutuila, la més gran, amb el port natural de Pago Pago, la capital.
  - Aunu'u, illot prop de Tutuila.
- Illes Manua, grup d'illes:
  - Ofu
  - Olosega
  - Ta'u (illa Manua)
- Atol Rose
- Swains, atol situat al nord, geogràficament a l'arxipèlag de Tokelau.

### Població
La població és de 57.902 habitants (juliol 2004). Ètnicament un 89% són polinesis samoans, 4% tongans i 2% d'origen europeu.

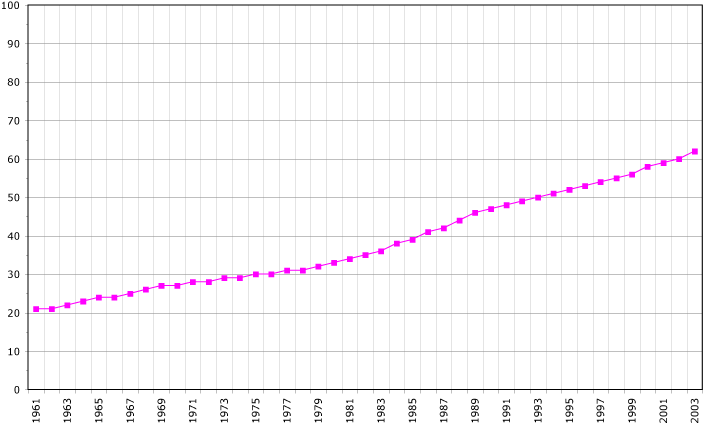
Evolució de la demografia entre 1961 i 2003 (xifra de la FAO, 2005). Població en milers d'habitants.

La majoria de la gent és bilingüe en anglès i samoà.

## Política
La Samoa Nord-americana té l'estatus de territori no incorporat i no organitzat dels Estats Units. L'administració correspon a l'Oficina d'Afers Insulars del Departament d'Interior.
La consideració de territori no organitzat es deu al fet que el Congrés dels Estats Units no ha aprovat una llei orgànica per al territori. Però, de fet, el territori té un autogovern després d'aprovar una Constitució el 1967. Aquesta Constitució instaura un sistema bicameral, amb un Senat i una Cambra de Representants.
L'illa de Swains, amb un estatus especial, té un delegat a la Cambra de Representants sense dret a vot.
Per altra banda, el territori vota un delegat a la Cambra de Representants nord-americana, i participa també en l'elecció del president dels Estats Units.

## Economia
L'economia és la tradicional polinèsia basada en l'agricultura. El 90% de les terres són de propietat comunal. Els productes agrícoles són: banana, coco, copra, pinya americana, papaia, arbre del pa, taro i nyam.
En la pesca destaca la tonyina que és la principal exportació.
L'economia té una forta dependència dels Estats Units. El govern nord-americà fa esforços per desenvolupar l'economia del territori dificultada per la llunyania, les comunicacions i els devastadors huracans.
Alguns aspectes de les Telecomunicacions a Samoa Americana són, com en altres territoris nord-americans, inferiors als del territori continental dels Estats Units; una estimació recent va mostrar que la velocitat de Internet de Samoa Americana és més lenta que la de diversos països de Europa de l'Est.
La moneda de curs legal és el dòlar dels Estats Units.